# Respiration paradoxale
La respiration paradoxale est un état pathologique se traduisant par un ventre qui dégonfle à l'inspiration et qui gonfle à l'expiration (à l'opposé de son mouvement en temps normal, alors entraîné indirectement par le diaphragme). 
Il traduit un épuisement du diaphragme. Dans ce cas, on l'appelle aussi balancement thoraco-abdominal[réf. souhaitée].

## Description
La respiration paradoxale fait aussi référence à un mouvement d'une partie de la cage thoracique opposé au mouvement général entraîné par la respiration. Cette situation implique des fractures de côtes multiples libérant une partie du gril costal, on parle alors d'un volet costal.
La respiration implique normalement le thorax aussi bien que l'abdomen. En effet, physiologiquement, seul le muscle respiratoire principal, le diaphragme, est utilisé : il se contracte, ce qui rend plates ses deux coupoles normalement convexes vers le haut ; il crée une dépression dans la cage thoracique, ce qui induit l'inspiration, mais cela se fait aux dépens des viscères abdominaux (puisqu'il appuie dessus en se rigidifiant). La pression abdominale augmente donc et l'abdomen fait saillie vers l'avant parallèlement à l'augmentation de volume thoracique.
Il arrive, en cas de détresse respiratoire, que le diaphragme soit à bout de force, sur le point de lâcher prise. Pour éviter une pause respiratoire aux conséquences fâcheuses, l'individu mobilise alors ses muscles respiratoires accessoires, qui sont en dehors du thorax (muscles intercostaux, sterno-cléido mastoidien, scalènes), pour aider le diaphragme. Ces muscles vont tout faire pour contribuer à créer une pression négative dans le thorax, comme le faisait le diaphragme.
Lorsqu'aucun muscle n'appuie sur l'abdomen (le diaphragme étant inactif), la pression abdominale diminue. Le thorax s'étend à l'inspiration. Lorsqu'il y a rétraction de la paroi abdominale, c'est la respiration paradoxale.
Donc cette respiration paradoxale ne traduit en fait que l'épuisement du diaphragme, et se voit donc dans toute détresse respiratoire sévère (et non seulement pour les volets thoracique). Le score de Silverman, utilisé pour évaluer l'état respiratoire des nouveau-nés, intègre ce paramètre.